# Sportförderungsgesetz (Berlin)
Das Gesetz über die Förderung des Sports im Lande Berlin (kurz: Sportförderungsgesetz) bestimmt die Mittel, mit denen der Sport, Sportangebote, Vereine und Veranstaltungen in Berlin unterstützt werden können. Darüber hinaus enthält es Regeln zur Mitwirkung des Landessportbundes Berlin.

## Inhalt
- Abschnitt 1: Allgemeine Bestimmungen
- Abschnitt 2: Sportanlagen
- Abschnitt 3: Finanzielle Förderungsmaßnahmen und sonstige Förderung
- Abschnitt 4: Zusammenarbeit zwischen den Organisationen des Sports und der öffentlichen Verwaltung
- Abschnitt 5: Übergangs- und Schlussvorschriften

## Zuständige Behörde
Zuständig ist die Senatsverwaltung für Inneres und Sport.